# Pečárka opásaná
Pečárka opásaná (Agaricus bitorquis) nebo též pečárka pochvatá (Agaricus edulis) je jedlá houba z čeledi pečárkovité (Agaricaceae).

## Vzhled

### Makroskopické znaky
Klobouk bývá 40–120 mm široký, hladký, v mládí skoro kulovitý, později vyklenutý, plochý až mírně prohloubený. Mívá bílou barvu, uprostřed nažloutlou až světle okrovou. Lupeny jsou nejdříve bělavé, během stárnutí růžové, u starších plodnic červeno- až černohnědé.

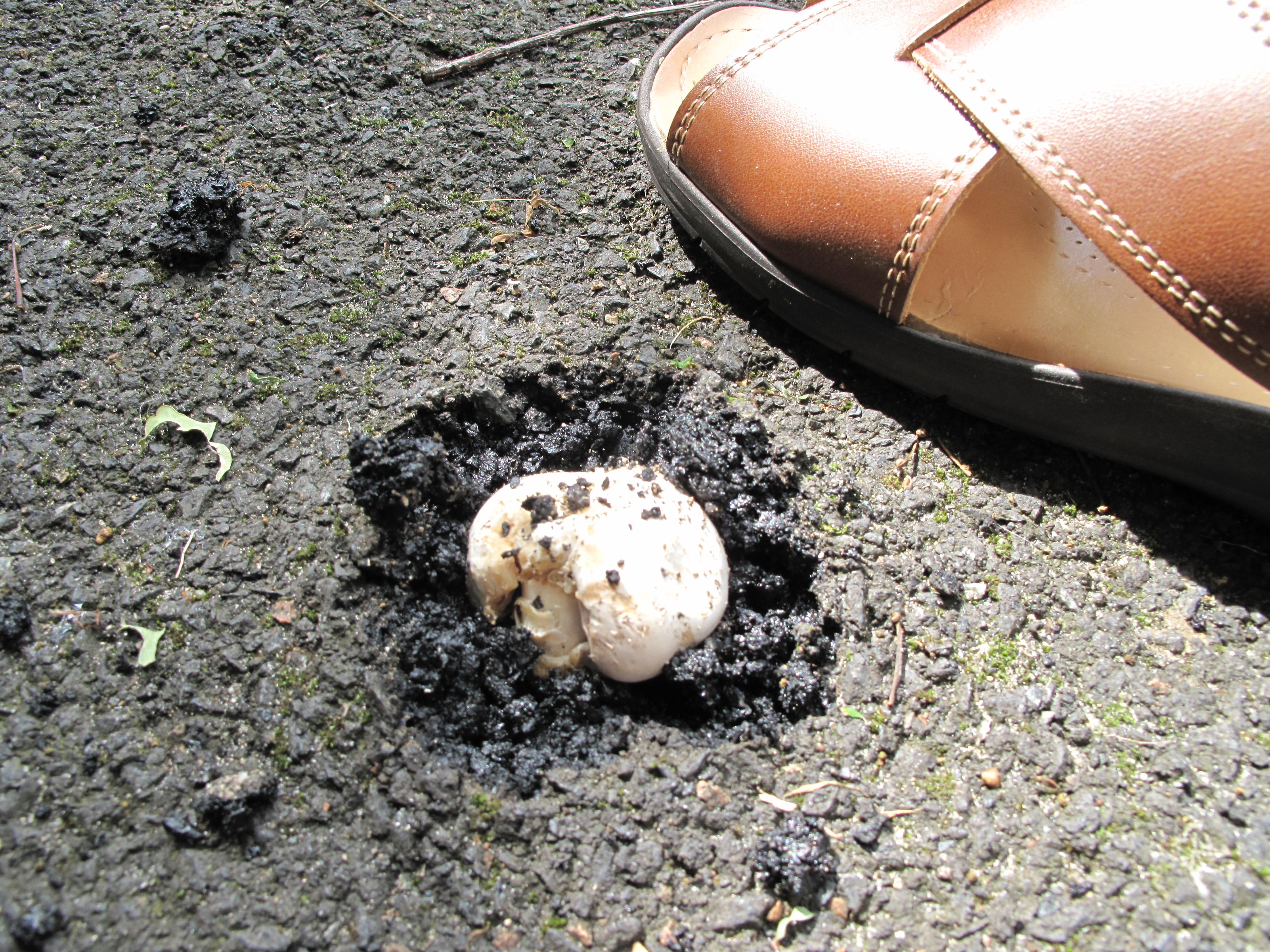
Pečárka opásaná prorážející asfalt

## Výskyt
Pečárka opásaná roste od května do října, a to jednotlivě, v malých skupinách až trsech, či roztroušeně na člověkem ovlivněných lokalitách. Obvykle se vyskytuje přímo ve městech a vesnicích v parcích a na zahradách. Nezřídka ji lze nalézt na holé zemi. Díky své tvrdé dužině a klobouku dokáže prorážet dokonce mezi dlažebními kostkami a skrz asfalt.